# Roman Dostál
Roman Dostál (ur. 13 lipca 1970 w Uściu nad Orlicą) – czeski biathlonista, dwukrotny medalista mistrzostw świata.

## Kariera
W Pucharze Świata zadebiutował 13 grudnia 1990 roku w Les Saisies, kiedy zajął 55. miejsce w biegu indywidualnym. Pierwsze punkty zdobył 11 stycznia 1996 roku w Anterselvie, zajmując 25. miejsce w tej konkurencji. Na podium zawodów tego cyklu pierwszy raz stanął 9 marca 2005 roku w Hochfilzen, wygrywając rywalizację w biegu indywidualnym. W kolejnych startach jeszcze tylko jeden raz stanął na podium: 26 marca 2006 roku w Oslo był drugi w biegu masowym. Najlepsze wyniki osiągnął w sezonie 2005/2006, kiedy zajął 23. miejsce w klasyfikacji generalnej.
Na mistrzostwach świata w Anterselvie w 1995 roku wspólnie z Petrem Garabíkiem, Jiřím Holubcem i Ivanem Masaříkiem zdobył srebrny medal w biegu drużynowym. Na rozgrywanych dziesięć lat później mistrzostwach świata w Hochfilzen wywalczył złoty medal w biegu indywidualnym. Był to pierwszy w historii złoty medal dla Czech w tej konkurencji. Dostál dokonał tego nigdy wcześniej nie stając na podium w zawodach Pucharu Świata. W zawodach tych wyprzedził dwóch Niemców: Michaela Greisa i Ricco Großa. Był też między innymi czwarty w sztafecie mieszanej podczas mistrzostw świata w Chanty-Mansyjsku w 2005 roku i piąty w biegu masowym podczas mistrzostw świata w Chanty-Mansyjsku dwa lata wcześniej.
W 2002 roku wystartował na igrzyskach olimpijskich w Salt Lake City, gdzie zajął 35. miejsce w biegu indywidualnym, 34. w sprincie, 44. w biegu pościgowym i 5. w sztafecie. Na rozgrywanych cztery lata później igrzyskach w Turynie zajął między innymi 23. miejsce w biegu masowym i szóste w sztafecie. Brał też udział w igrzyskach olimpijskich w Vancouver cztery lata później, plasując się na 35. pozycji w biegu indywidualnym i siódmej w sztafecie.
Jego żoną jest Hana Dostalová, która także uprawiała biathlon.

## Osiągnięcia

### Igrzyska olimpijskie
| Rok  | Miejscowość    | Konkurencje | Konkurencje | Konkurencje | Konkurencje | Konkurencje | Konkurencje | Konkurencje |
| Rok  | Miejscowość    | IN          | SP          | PU          | MS          | RL          | MR          | SR          |
| ---- | -------------- | ----------- | ----------- | ----------- | ----------- | ----------- | ----------- | ----------- |
| 2002 | Salt Lake City | 35.         | 34.         | 44.         | nd.         | 5.          | nd.         | –           |
| 2006 | Turyn          | 30.         | 42.         | 29.         | 23.         | 6.          | nd.         | –           |
| 2010 | Vancouver      | 35.         | –           | –           | –           | 7.          | nd.         | –           |

### Mistrzostwa świata
| Rok  | Miejscowość      | Konkurencje | Konkurencje | Konkurencje | Konkurencje | Konkurencje | Konkurencje | Konkurencje |
| Rok  | Miejscowość      | IN          | SP          | PU          | MS          | RL          | MR          | SR          |
| ---- | ---------------- | ----------- | ----------- | ----------- | ----------- | ----------- | ----------- | ----------- |
| 1991 | Lahti            | 32.         | 45.         | nd.         | nd.         | –           | nd.         | –           |
| 1995 | Anterselva       | –           | 64.         | nd.         | nd.         | –           | nd.         | –           |
| 1996 | Ruhpolding       | 27.         | 22.         | nd.         | nd.         | 12.         | nd.         | –           |
| 1997 | Osrblie          | 71.         | 72.         | –           | nd.         | –           | nd.         | –           |
| 1999 | Kontiolahti/Oslo | DNS         | –           | –           | –           | 15.         | nd.         | –           |
| 2000 | Oslo/Lahti       | 57.         | 74.         | 27.         | 8.          | 15.         | nd.         | –           |
| 2001 | Pokljuka         | –           | 48.         | 45.         | –           | 14.         | nd.         | –           |
| 2003 | Chanty-Mansyjsk  | 24.         | 13.         | 23.         | 5.          | 6.          | nd.         | –           |
| 2004 | Oberhof          | 13.         | 38.         | 20.         | 13.         | 8.          | nd.         | –           |
| 2005 | Hochfilzen       | 1.          | 28.         | 15.         | 12.         | 11.         | nd.         | –           |
| 2005 | Chanty-Mansyjsk  | nd.         | nd.         | nd.         | nd.         | nd.         | 4.          | –           |
| 2006 | Pokljuka         | nd.         | nd.         | nd.         | nd.         | nd.         | 17.         | –           |
| 2007 | Anterselva       | –           | 50.         | 40.         | –           | 5.          | –           | –           |
| 2008 | Östersund        | 53.         | 36.         | 33.         | –           | –           | –           | –           |
| 2009 | Pjongczang       | 15.         | –           | –           | –           | 10.         | 17.         | –           |

### Puchar Świata

#### Miejsca w klasyfikacji generalnej
| Sezon     | Miejsce |
| --------- | ------- |
| 1990/1991 | -       |
| 1991/1992 | -       |
| 1992/1993 | -       |
| 1993/1994 | -       |
| 1994/1995 | -       |
| 1995/1996 | 68.     |
| 1996/1997 | -       |
| 1997/1998 | -       |
| 1998/1999 | 55.     |
| 1999/2000 | 43.     |
| 2000/2001 | 45.     |
| 2001/2002 | 40.     |
| 2002/2003 | 38.     |
| 2003/2004 | 42.     |
| 2004/2005 | 36.     |
| 2005/2006 | 23.     |
| 2006/2007 | 49.     |
| 2007/2008 | 75.     |
| 2008/2009 | 57.     |
| 2009/2010 | 77.     |

#### Miejsca na podium chronologicznie
| Lp. | Dzień    | Rok  | Miejscowość | Konkurencja                | Lokata | Pudła   | Czas biegu | Strata | Zwycięzca            |
| --- | -------- | ---- | ----------- | -------------------------- | ------ | ------- | ---------- | ------ | -------------------- |
| 1.  | 9 marca  | 2005 | Hochfilzen  | Bieg indywidualny na 20 km | 1.     | 0+0+0+1 | 1:00:24,5  | –      | –                    |
| 2.  | 26 marca | 2006 | Oslo        | Bieg masowy na 15 km       | 2.     | 0+1+1+0 | 39:01,7    | +12,1  | Ole Einar Bjørndalen |